# Mehmet Sıddık İstemi
Mehmet Sıddık İstemi (* 30. Mai 1989 in Diyarbakır) ist ein türkischer Fußballspieler.

## Karriere
İstemi begann in seiner Heimatstadt Diyarbakır in der Jugend von Gençlerbirliğispor mit dem Vereinsfußball. 2006 wechselte er in die Jugend von Gençlerbirliği Ankara, kehrte aber bereits nach einem Jahr wieder zurück. Im Februar 2009 wechselte er als Profispieler zum Viertligisten Fiskaya Gençlik SK. Bereits zum Saisonende verließ er diesen Verein und wechselte zum damaligen Erstligisten Diyarbakırspor und spielte die nächsten zwei Spielzeiten dort.
Zur Saison 2011/12 wechselte er zum Drittligisten 1461 Trabzon. Mit dieser Mannschaft feierte er zum Saisonende 2011/12 die Meisterschaft der TFF 2. Lig und damit den direkten Aufstieg in die zweitklassige TFF 1. Lig.
Im Sommer 2014 wechselte er zum Zweitligisten Karşıyaka SK und im Sommer 2015 zum Ligarivalen Şanlıurfaspor. Zur Rückrunde der Saison 2015/16 wechselte er zum Drittligisten Amed SK. Drei Jahre blieb er beim Verein, erreichte 2016/2017 die Aufstiegs-Playoffs und bestritt insgesamt 118 Pflichtspiele. Anschließend folgten Einjahresengagements bei Vanspor FK, Pendikspor, erneut beim Amed SK und schließlich bei Etimesgut Belediyespor.

## Erfolg
Mit 1461 Trabzon
- Meister der TFF 2. Lig und Aufstieg in die TFF 1. Lig: 2011/12